# Anna Chipczyńska
Anna Chipczyńska – polska działaczka społeczności żydowskiej, w latach 2014–2018 przewodnicząca Gminy Wyznaniowej Żydowskiej w Warszawie.

## Życiorys
Funkcję przewodniczącej Gminy Wyznaniowej Żydowskiej w Warszawie objęła w 2014 zastępując Piotra Kadlčika. Zawodowo związana była wówczas między innymi z administracją rządową. Działała również w Centrum Społeczności Postępowej, tworzonym przez osoby identyfikujące się z reformowanym nurtem judaizmu. Funkcję przewodniczącej pełniła do czerwca 2018, kiedy w wyniku wyborów do władz Gminy zastąpił ją Lesław Piszewski. W tych samych wyborach została wybrana do Zarządu Gminy Wyznaniowej Żydowskiej w Warszawie obejmując funkcję wiceprzewodniczącej, jednak w trakcie kadencji zrezygnowała z funkcji.